# Groß Pramsen
Groß Pramsen, polnisch Prężyna ist eine Ortschaft in der Gemeinde Zülz (Biała) im Powiat Prudnicki (Kreis Neustadt O.S.) in der polnischen Woiwodschaft Oppeln.

## Geographie

### Geographische Lage
Das Straßendorf Groß Pramsen liegt im Süden der historischen Region Oberschlesien. Der Ort liegt etwa vier Kilometer südwestlich des Gemeindesitzes Zülz, etwa acht Kilometer nordöstlich der Kreisstadt Prudnik und etwa 40 Kilometer südwestlich der Woiwodschaftshauptstadt Opole.
Groß Pramsen liegt in der Nizina Śląska (Schlesische Tiefebene) innerhalb der Kotlina Raciborska (Ratiborer Becken) hin zur Płaskowyż Głubczycki (Leobschützer Lößhügelland). Östlich des Dorfes fließt das Zülzer Wasser (Biała).

### Nachbarorte
Nachbarorte von Groß Pramsen sind im Nordwesten Mühlsdorf (Miłowice), im Norden Waschelwitz (Wasiłowice), im Nordosten und Osten die Stadt Zülz und im Süden Prężynka (Klein Pramsen).

## Geschichte

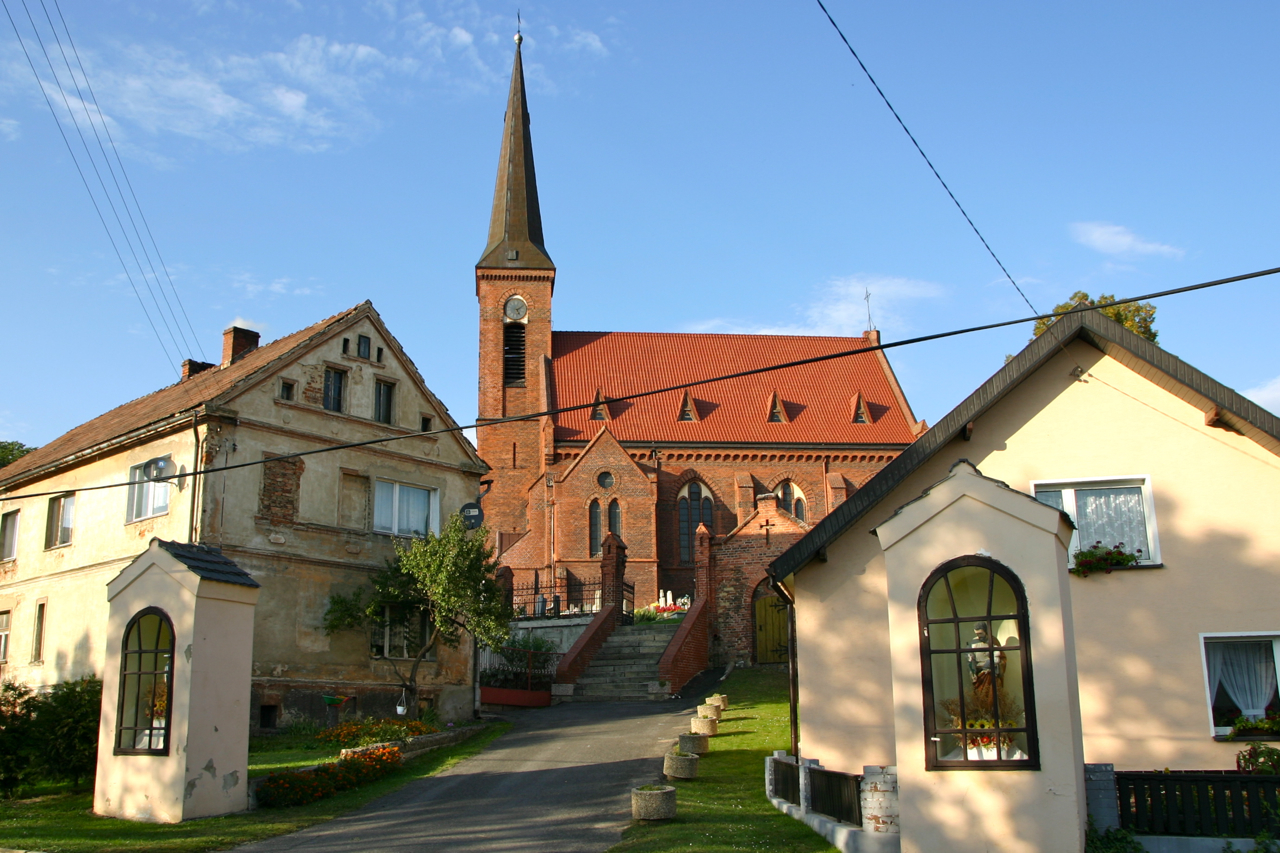
Blick auf Kirche, Kapelle und Bildstöcke

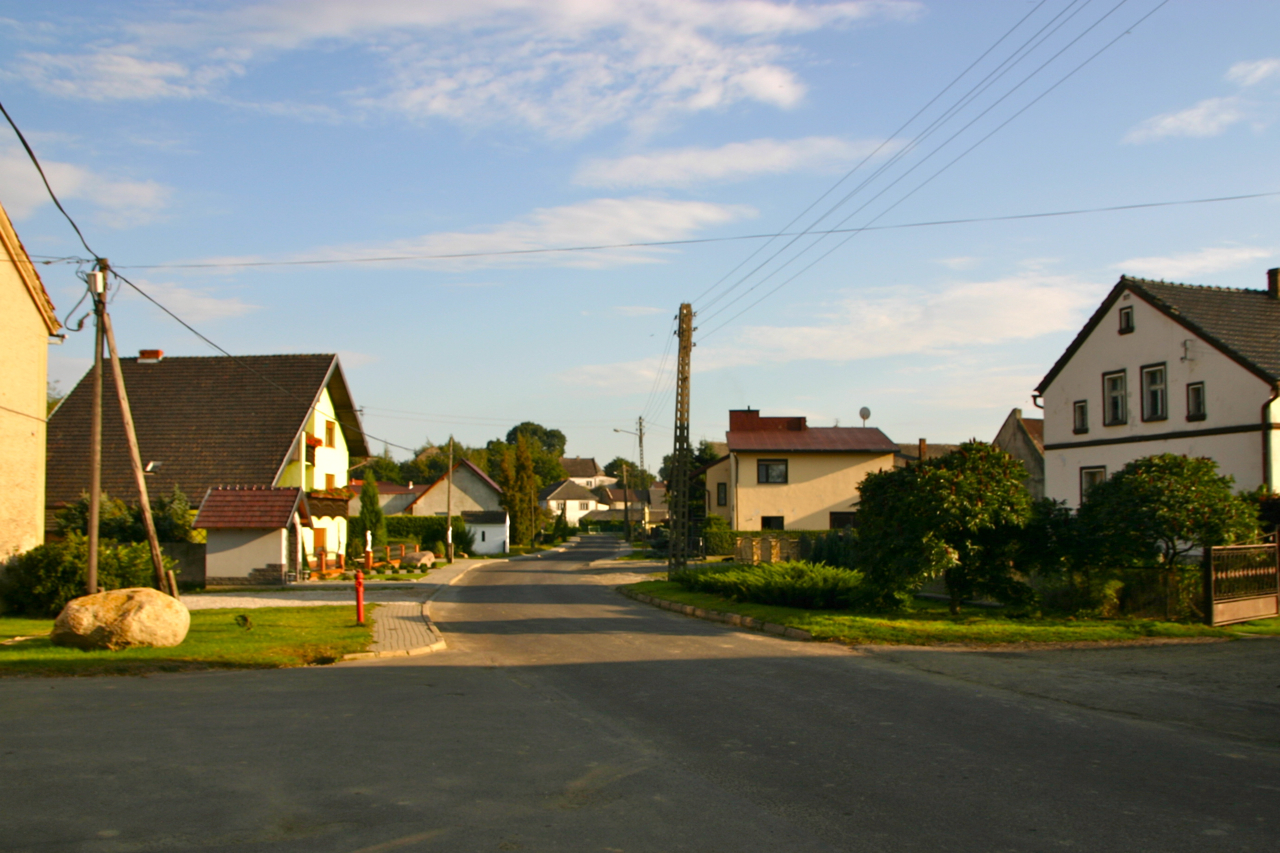
Ortsbild

Der Ort wurde 1222 erstmals urkundlich als „Pransinam“ erwähnt. Für das Jahr 1379 ist die Ortsbezeichnung Pramsin major überliefert.
Nach dem Ersten Schlesischen Krieg 1742 gelangte Grabine mit dem größten Teil Schlesiens an Preußen.
Nach der Neuorganisation der Provinz Schlesien gehörte die Landgemeinde Groß Pramsen ab 1816 zum Landkreis Neustadt O.S. im Regierungsbezirk Oppeln. 1845 bestanden im Dorf ein Schloss, ein Vorwerk, eine katholische Pfarrkirche, eine katholische Schule sowie 82 weitere Häuser. Im gleichen Jahr lebten in Groß Pramsen 495 Menschen, allesamt katholisch. 1855 lebten 566 Menschen in Groß Pramsen. 1865 bestanden im Ort 29 Bauern-, 20 Gärtnerstellen und 26 Häuslerstellen. Die katholische Schule wurde im gleichen Jahr von 94 Schülern besucht. 1874 wurde der Amtsbezirk Zülz-Land gegründet, welcher aus den Landgemeinden Altstadt, Grabine, Groß Pramsen, Ottok, Schönowitz und Waschelwitz bestand. 1885 zählte Groß Pramsen 615 Einwohner.
Bei der Volkszählung 1910 hatte Groß Pramsen 613 Einwohner, davon 40 deutscher und 497 polnischer Muttersprache, weitere 76 gaben Deutsch und eine weitere Sprachen an, die in der Regel das Polnische war. Trotz der polnischsprachigen Bevölkerungsmehrheit lag Groß Pramsen außerhalb des Abstimmungsgebietes bei der Volksabstimmung in Oberschlesien am 20. März 1921 über die weitere staatliche Zugehörigkeit. Der nahegelegene Stimmkreis Neustadt O.S. stimmte aber mit großer Mehrheit für einen Verbleib bei Deutschland. 1933 lebten im Ort 659 Einwohner. 1938 wurde Groß Pramsen in dem Amtsbezirk Klein Pramsen eingegliedert. 1939 hatte Groß Pramsen 628 Einwohner. Bis 1945 befand sich der Ort im Landkreis Neustadt O.S.
1945 kam der bisher deutsche Ort unter polnische Verwaltung und wurde in Prężyna umbenannt und der Woiwodschaft Schlesien angeschlossen. 1950 kam der Ort zur Woiwodschaft Oppeln. 1999 kam der Ort zum Powiat Prudnicki. Am 6. März 2006 wurde in der Gemeinde Zülz, der Groß Pramsen angehört, Deutsch als zweite Amtssprache eingeführt. Am 24. November 2008 erhielt der Ort zusätzlich den amtlichen deutschen Ortsnamen Groß Pramsen.

## Sehenswürdigkeiten und Denkmale
- Die römisch-katholische Jakobskirche (poln. Kościół św. Jakuba Apostoła) wurde zwischen 1888 und 1889 erbaut. Ein Vorgängerbau wurde bereits 1300 erstmals erwähnt. Das Gebäude wurde 1966 unter Denkmalschutz gestellt.[11]
- Kapellen
- Bildstöcke
- Wegkreuze
- Gefallenendenkmal